# 김영철 (1964년)
김영철(金泳澈, 1964년 9월 21일, 충청남도 청양군 ~ )은 대한민국의 제6·7대 경기도 시흥시의원이었다.

## 학력
- 한양대학교 국어국문학과 학사 졸업

## 경력
- 조정식 국회의원 비서관
- 참여정부 대통령자문 국가균형발전위원회 자문위원
- 서울대학교 시흥캠퍼스 시민토론 조정위원
- 경기과학기술대학 대학평의회 위원
- 시흥시 충청향우회 부회장
- 시흥시 장애인복지관 운영위원
- 시흥시 아동여성안전지역연대 운영위원
- 시흥시 YMCA, 시흥환경운동연합 회원
- 민주당 경기도당 시흥시 을 지역위원회 사무국장
- 민주당 교육특별위원회 부위원장
- 경기도 교육청 교육자치협의회 위원
- 2011.10 ~ 2014.06 제6대 경기도 시흥시의회 의원
- 2011.10 ~ 2012.07 제6대 경기도 시흥시의회 전반기 도시환경위원회 위원
- 2011.10 ~ 2012.07 제6대 경기도 시흥시의회 전반기 예산결산특별위원회 부위원장
- 2012.04 ~ 2012.04 제6대 경기도 시흥시의회 시흥100년기념행사지원특별위원회 위원
- 2012.05 ~ 2012.05 제6대 경기도 시흥시의회 지역경제활성화대책특별위원회 위원
- 2012.07 ~ 2014.06 제6대 경기도 시흥시의회 후반기 의회운영위원회 위원
- 2012.07 ~ 2014.06 제6대 경기도 시흥시의회 후반기 도시환경위원회 위원장
- 2012.07 ~ 2014.06 제6대 경기도 시흥시의회 후반기 예산결산특별위원회 위원
- 2014.07 ~ 2018.06 제7대 경기도 시흥시의회 의원
- 2014.07 ~ 2016.07 제7대 경기도 시흥시의회 전반기 의회운영위원회 위원
- 2014.07 ~ 2016.07 제7대 경기도 시흥시의회 전반기 도시환경위원회 부위원장
- 2014.07 ~ 2016.07 제7대 경기도 시흥시의회 전반기 예산결산특별위원회 위원
- 2014.10 ~ 2015.09 제7대 경기도 시흥시의회 미래시흥100년지원특별위원회 위원
- 2015.11 ~ 2015.11 제7대 경기도 시흥시의회 LH공사시행시흥시국책사업점검조사특별위원회 위원
- 2016.07 ~ 2018.06 제7대 경기도 시흥시의회 후반기 의장

## 수상
- 2013 매니페스토 우수상 수상

## 역대 선거 결과
|  | 35.21% |

|  | 32.78% |

|  | 50.71% |

|  | 29.52% |